# Monumento funebre al cardinale Guglielmo Longhi
Il Monumento funebre al cardinale Guglielmo Longhi o Longo degli Alessandri si trova nella basilica di Santa Maria Maggiore, venne realizzato in data successiva al 1319 e attribuito a Ugo da Campione forse nel periodo formativo del figlio Giovanni.

## Storia
Il cardinale Guglielmo Longhi era nativo di Bergamo, ma intraprese la carriera ecclesiastica a Roma, dove venne nominato cardinale, e dove partecipò a ben quattro conclavi. Ricevette nella sua vita molti incarichi ma mantenne sempre una particolare attenzione per Bergamo e la bergamasca tanto da fare riedificare a Pontida la chiesa di San Giacomo Maggiore di notevole imponenza a opera di Giovanni da Mena. Alla nuova abbazia fece dono della reliquia di un braccio di san Giacomo. A Bergamo fondò il monastero di San Nicolò di Plorzano, dando contributo anche alla realizzazione della chiesa del Santo Spirito e dell'ospedale affidando entrambi ai monaci morronesi.
Morì nella sede papale di Avignone, la salma venne traslata a Bergamo. L'allora vescovo di Bergamo Cipriano degli Alessandri commissionò a Ugo da Campione la realizzazione di un monumento funebre per la cappella di San Nicolò della chiesa di San Francesco, tentando di soddisfare il desiderio testamentario del cardinale che chiedeva la sua sepoltura nel monastero di Pontida.
Quando la chiesa nel 1805 venne soppressa, il monumento venne smembrato e solo nel 1839 si pensò alla sua ricomposizione e ricollocazione nella basilica di Santa Maria Maggiore, ma la nuova posizione necessitò di notevoli modifiche.
Vennero eseguiti lavori di ripulitura e conservazione del 2000.

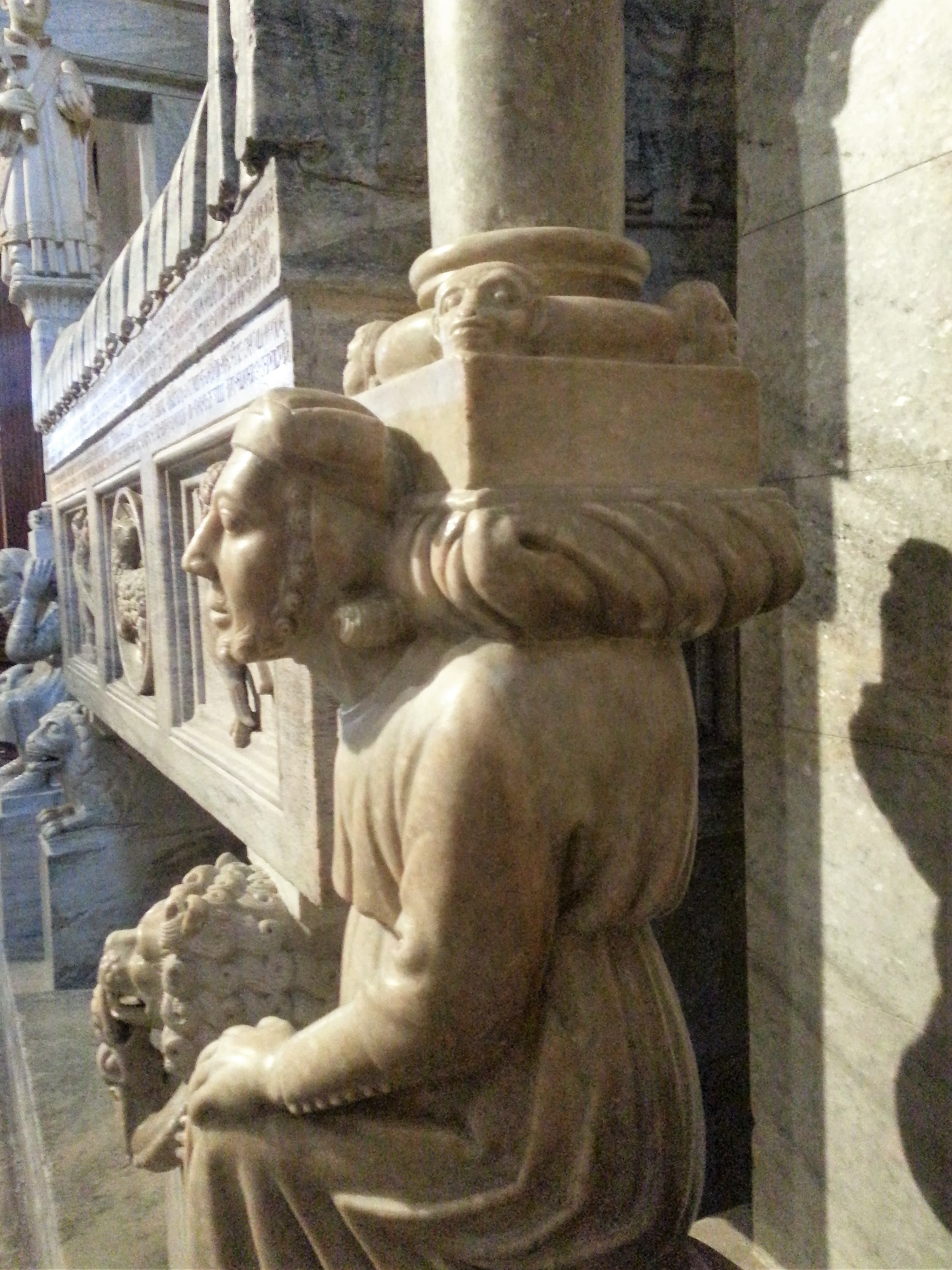
Monumento funebre Guglielmo Longhi

## Descrizione
Il cenotafio si trova all'interno della basilica, sul fondo della parte sud, in marmo bianco, un tetto a due spioventi sembra racchiudere, come un coperchio, il sarcofago funebre e presenta uno schema diffuso nel Trecento sia a Firenze che a Verona, nonché nel chiostro del convento francescano di Bergamo.
Le modifiche apportate nel 1839, anno della sua ricomposizione, sono notevoli. Il monumento poggia su due leoncini rialzati rispetto l'originale posizione.
L'affresco che faceva da fondale al monumento come documentato sulla stampa conservata all'Accademia Carrara raffigurante chierici che presenziavano alle esequie funebri con l'immagine della Madonna con il Bambino, è andato perduto.
Per rialzarlo, anche se originariamente poggiava a terra, vennero aggiunti quattro plinti sotto i due leoni e i due telamoni che sorreggono due colonne con capitelli d'ordine corinzio ornati da un motivo a foglie d'acanto. Dei due leoni uno è raffigurato assetato con la lingua pendente, mentre il secondo sta lottando con un serpente. Nella simbologia il serpente è quello attento e vigile, ma anche colui che può dare la morte all'uomo portandolo però in una dimensione di vita eterna dell'anima. Al centro del monumento è posto il sarcofago con la figura adagiata del cardinale defunto, un angelo e un santo in preghiera sono posti al capo e ai piedi della salma marmorea.

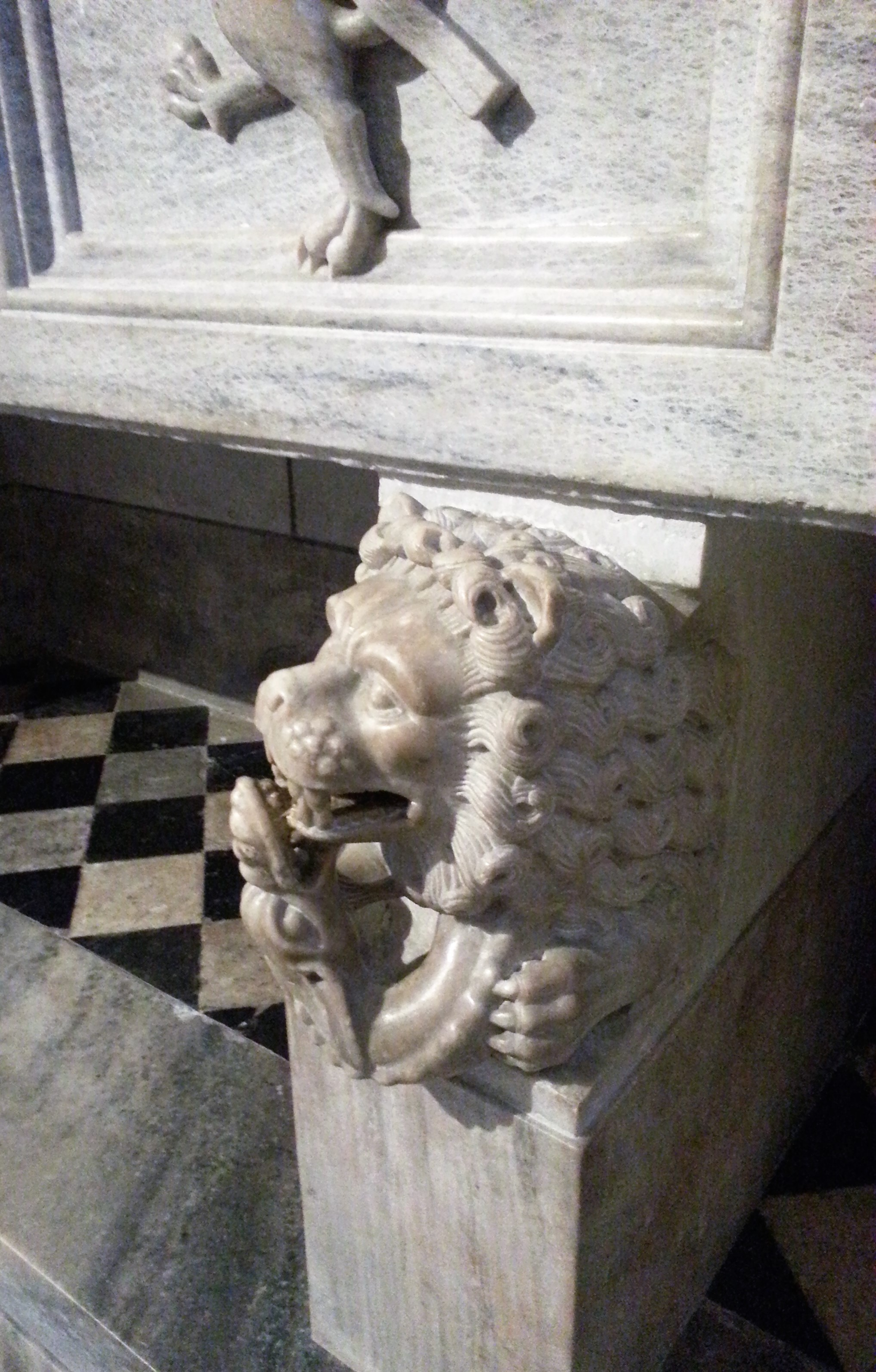
Monumento funebre Guglielmo Longhi 8

Due leoni rampanti, stemma della famiglia Longhi, e l'agnello simbolo di Cristo, sono scolpiti sulla parete frontale del sarcofago, e due leoni accasciati lo sorreggono, quello di destra ha le fauci aperte nell'atto di mordere un rettile.
I capitelli delle due colonne reggenti l'arco reggono i pulvini riccamente simbolici. In quello a sinistra è raffigurato un volto d'uomo dalla cui bocca nascono rami ricchi di foglie che arrivano a coprirgli il capo a raffigurare la maschera della terra presente anche in altre raffigurazioni. In particolare si ripete sulla punta dell'arco, la bocca sputa rami che corrono a formare il fregio del timpano. Simbolo anche dell'uomo che muore ma che può risorgere. Nel pulvino di destra sono raffigurati due mostri che tentano di cibarsi della terra decomposta, mentre due uccelli posti nella parte superiore si cibano delle foglie nuove. Anche in questo caso lo scultore ha voluto simboleggiare la vita e la morte.
L'Agnus Dei è raffigurato nella parte centrale del cenotafio con la testa rivolta all'indietro, forma unica, a indicare la conoscenza esoterica dello scultore, a simbologia della gloriosa Apocalisse e il sacrificio propiziatorio. L'Agnello volge infatti lo sguardo verso l'orifiamma leggermente inclinato verso destra, così che la croce latina posta all'estremità dell'asta sia letta anche come la lettera X che conduce al significato mistico della persona di Cristo, asta tenuta con la zamba destra anteriore. L'immagine dell'Agneus Dei è inserita in un cerchio che vuole evocare l'aureola della luce spirituale, ma sta anche a indicare nel cerchio il continuo movimento del tempo eterno, mentre sul capo vi è un nimbo crucifero.